# Ron Dyvig
Ron Dyvig est un astronome américain.
Le Centre des planètes mineures le crédite de la découverte de dix-sept astéroïdes, effectuée en 2001 et 2002.
| (26715) South Dakota | 16 avril 2001   |
| (51570) Phendricksen | 17 avril 2001   |
| (51772) Sparker      | 16 juin 2001    |
| (54720) Kentstevens  | 15 mai 2001     |
| (63528) Kocherhans   | 13 août 2001    |
| (94291) Django       | 28 février 2001 |
| (107561) Quinn       | 28 février 2001 |
| (123794) Deadwood    | 25 janvier 2001 |